# 趣味どきっ!
『趣味どきっ!』（しゅみどきっ!）は、2015年3月30日から2025年3月27日までNHK Eテレで放送されたテレビ番組である。

## 概要
2014年度まで放送されていた前身番組の『趣味Do楽』と同じく、幅広いテーマを取り上げる趣味講座番組である。
当初は月曜〜水曜の放送だったが、2024年度は月曜・火曜に縮小し、放送時間が25分から30分に5分拡大した。しかし、2020年代に入ってからは新作は減り、過去の放送回からの「選」と題したアンコール放送が多くなっている。2024年度から水曜に放送されている『3か月でマスターする』シリーズも、コンセプトは『趣味どきっ!』と共通である。
2025年度より前述の『3か月でマスターする』シリーズの立ち上げに続く形で本番組をジャンルごとに解体し、月曜は『明日から使える』シリーズ、火曜は『心おどる』シリーズとして、それぞれ再スタートすることになり、当該3シリーズの番組テキストには『おとなの学びシリーズ』の共通名称が付けられることになっている。これに伴い、『趣味どきっ!』名義での新作の放送は2024年度を以って終了した。ただし当面の間、『明日から使える』ならびに『心おどる』シリーズの新作がない時期に、『趣味どきっ!』名義で過去分のアンコール放送を行う予定である。

## 放送時間

### 2023年度以前
本放送
- 月曜日〜水曜日：21:30 - 21:55

再放送
- 翌週月曜日〜水曜日：12:15 - 12:40

### 2024年度
本放送
- 月曜日、火曜日：21:30 - 22:00

2023年度以前の放送分のアンコール放送の場合は21:55 - 22:00にミニ番組を放送していた。
再放送
- 翌週月曜日、火曜日：12:15 - 12:45

2025年度以降にアンコール放送を行う場合も上記の時間帯に放送。
なお、新作としての最終回（「こっそり スマホの達人」第9回・総集編）は編成の都合上、2025年3月27日の1:45 - 2:15に放送された（再放送なし）。

## 放送された講座
特記が無い限りNHKクロニクルのNHK番組表ヒストリーで確認。

### 2015年度
| 曜日 | 放送期間                      | タイトル                                               | 主な出演者                                                                    |
| ---- | ----------------------------- | ------------------------------------------------------ | ----------------------------------------------------------------------------- |
| 月   | 2015年3月30日 - 5月25日       | 簡単&かわいく ペットを描こう!                          | カモ、長友心平（以上、講師）、具志堅用高、佐藤藍子／ナレーション：相沢舞      |
| 月   | 2015年6月1日 - 7月27日        | 現代テニスで再デビュー〜ラク楽"エース"を決めよう       | 神尾米（講師）、野村宏伸、田中美奈子／ナレーション：帆世雄一                  |
| 月   | 2015年8月3日 - 9月28日        | チーム芹澤に学ぶゴルフ〜90切りへの近道〜               | 芹澤信雄（講師）／ナレーション：窪田等                                        |
| 月   | 2015年10月5日 - 11月30日      | スマホで簡単! 動画のプレゼント                         | 田代光輝（講師）、小林幸子、ガダルカナル・タカ                                |
| 月   | 2015年12月7日 - 2016年1月25日 | 恋する百人一首                                         | 山口仲美（講師）、壇蜜、大久保佳代子／ナレーション：永野宗典                  |
| 月   | 2016年2月1日 - 3月21日        | 茶の湯 表千家 はじめて楽しむ茶の湯                     | 貫名義隆（講師）、井上あさひ／ナレーション：岩槻里子                          |
| 火   | 2015年3月31日 - 5月26日       | 国宝に会いに行く 橋本麻里と旅する日本美術ガイド        | 橋本麻里（講師）、大宮エリー、マキタスポーツ／ナレーション：中谷文彦          |
| 火   | 2015年6月2日 - 7月28日        | 美しい文字で心をつかめ!                                | 川尾朋子（講師）、優木まおみ／ナレーション：田代杏子                          |
| 火   | 2015年8月4日 - 9月22日        | 一声入魂! アニメ声優塾                                 | 中川翔子、足立梨花／ナレーション：桃園ひめこ、高野憲太朗                      |
| 火   | 2015年10月6日 - 11月24日      | 女と男の素顔の書〜石川九楊の臨書入門                   | 石川九楊（講師）、羽田美智子                                                  |
| 火   | 2015年12月1日 - 2016年1月26日 | 開け! 世界遺産 日本史タイムカプセルの旅                | 本村健太郎、高橋真麻、ビビる大木、ダイアモンド☆ユカイ／ナレーション：河野多紀 |
| 火   | 2016年2月2日 - 3月22日        | お城へ行こう! 〜名将の素顔をお城が"語る"〜             | 千田嘉博（講師）、松村邦洋、夏江紘実                                          |
| 水   | 2015年4月1日 - 5月27日        | ゼロからスタート もう怖くない! スマホ                  | 岡嶋裕史（講師）、藤岡弘、、和田アキ子／ナレーション：田原アルノ              |
| 水   | 2015年6月3日 - 7月29日        | 塩谷哲のリズムでピアノ                                 | 塩谷哲（講師）、有森也実／ナレーション：DJ TARO                               |
| 水   | 2015年8月5日 - 9月30日        | ボールペンだけで描ける! 簡単&かわいいイラスト          | 坂本奈緒、カモ（以上、講師）、内田恭子、東尾理子／ナレーション：はるな愛      |
| 水   | 2015年10月7日 - 11月25日      | ニコライ・バーグマンが贈る 北欧スタイル 花のある暮らし | ニコライ・バーグマン（講師）、武田真治、木佐彩子／ナレーション：はな、福田亨  |
| 水   | 2015年12月2日 - 2016年1月27日 | パソコンで絆深めよう 年賀状からSNSまで                 | 岡嶋裕史（講師）、久本雅美、ダンディ坂野／ナレーション：水瀬郁                |
| 水   | 2016年2月3日 - 3月30日        | 楽しくスマホ 脱初心者への道                            | 岡嶋裕史（講師）、藤岡弘、、和田アキ子／ナレーション：原口太平                |

### 2016年度
| 曜日 | 放送期間                      | タイトル                                                                    | 主な出演者                                                                               |
| ---- | ----------------------------- | --------------------------------------------------------------------------- | ---------------------------------------------------------------------------------------- |
| 月   | 2016年4月1日 - 5月30日        | ココロの犬塾〜空気の読めるワンちゃんをめざせ!〜                             | 高倉はるか（講師）、寺田心、石井正則                                                     |
| 月   | 2016年6月6日 - 7月25日        | 私の朝活 おいしいスタイル                                                   | 友利新（講師）、いとうあさこ、高山一実                                                   |
| 月   | 2016年8月1日 - 9月19日        | 裏千家 茶の湯を楽しむ                                                       | 奈良宗久（講師）、金城均／ナレーション：岩槻里子                                         |
| 月   | 2016年10月3日 - 11月28日      | 全米No.1男が斬る! 損してまっせ あなたのゴルフ                               | 井戸木鴻樹（講師）、島田洋七、宮崎瑠依、坂牧優太                                         |
| 月   | 2016年12月5日 - 2017年1月30日 | あったかボディーでリラックス〜カラダを整える温活術〜                        | 木村容子、谷口ももよ、藪崎友宏（以上、講師）、菊川怜／ナレーション：進藤尚美             |
| 月   | 2017年2月6日 - 3月27日        | 明日使える! お弁当大百科                                                    | 渡辺あきこ（講師）、林家三平                                                             |
| 火   | 2016年4月2日 - 5月31日        | 旅したい! おいしい浮世絵                                                    | 林綾野（講師）、小林聡美／ナレーション：徳田章                                           |
| 火   | 2016年6月7日- 7月26日         | はじめてのスマホ バッチリ使いこなそう                                       | 石川温（講師）、長谷川初範、榊原郁恵／ナレーション：原口大平                             |
| 火   | 2016年8月2日 - 9月27日        | お寺の知恵拝借                                                              | 細川晋輔、枡野俊明（以上、講師）、中井美穂、益子直美／ナレーション：マギー               |
| 火   | 2016年10月4日 - 11月29日      | 国宝に会いに行くⅡ〜橋本麻里と旅する日本美術ガイド〜                         | 橋本麻里（講師）、本上まなみ、金子貴俊、マキタスポーツ／ナレーション：平野文             |
| 火   | 2016年12月6日 - 2017年1月31日 | 姫旅〜華麗なる戦国ヒロイン紀行〜                                            | 本郷和人（講師）、鈴木砂羽、橋本マナミ、伊藤かずえ、やすみりえ／ナレーション：北郷三穂子 |
| 火   | 2017年2月7日 - 3月28日        | 中村獅童のいざ歌舞伎へ                                                      | 中村獅童（講師）、片山千恵子                                                             |
| 水   | 2016年4月3日 - 5月25日        | きょうから発酵ライフ〜体の真ん中から健・幸・美〜                            | 小林弘幸、小林暁子、前橋健二、伏木暢顕（以上、講師）、藤原紀香、塚地武雅                 |
| 水   | 2016年6月1日 - 7月27日        | わたしの部屋の小惑星〜アクアリウムとテラリウム〜                            | 早坂誠、中山茜（以上、講師）、ラブリ、JOY                                                |
| 水   | 2016年8月3日 - 9月28日        | 歩く旅をしよう〜気ままにロングウオーク〜                                    | 若菜晃子（講師）、宍戸開、皆藤愛子／ナレーション：南美布                                 |
| 水   | 2016年10月5日 - 11月23日      | （2016年2 - 3月期「お城へ行こう! 〜名将の素顔をお城が"語る"〜」アンコール） | （2016年2 - 3月期「お城へ行こう! 〜名将の素顔をお城が"語る"〜」アンコール）              |
| 水   | 2016年12月7日 - 2017年1月25日 | 幸せになる 暮らしの道具の使い方。                                           | 菊池亜希子、竹若元博                                                                     |
| 水   | 2017年2月1日 - 3月22日        | （2016年6 - 7月期「はじめてのスマホ バッチリ使いこなそう」アンコール）      | （2016年6 - 7月期「はじめてのスマホ バッチリ使いこなそう」アンコール）                   |

### 2017年度
| 曜日 | 放送期間                      | タイトル                                                                          | 主な出演者                                                                                  |
| ---- | ----------------------------- | --------------------------------------------------------------------------------- | ------------------------------------------------------------------------------------------- |
| 月   | 2017年4月3日 - 5月29日        | 体の中からキレイになる! 美筋ボディーメソッド                                      | 横手貞一朗、AYA、広瀬統一（以上、講師）、久本雅美、バービー、梨衣名／ナレーション：秀島史香 |
| 月   | 2017年6月5日 - 7月31日        | 海・山・町を再発見! おとなの歩き旅                                                | とよた真帆、羽場裕一／ナレーション：龍田直樹                                                |
| 月   | 2017年8月7日 - 8月28日        | 茶の湯 武者小路千家 残暑から初秋を楽しむ茶会                                      | 千宗守（講師）、田代杏子／ナレーション：丹沢研二                                            |
| 月   | 2017年9月4日 - 10月30日       | 今どきっ! ゴルフはシンプル&スタイリッシュ                                         | 谷将貴（講師）、勝野洋、モト冬樹、松本あゆ美、清水きおい／ナレーション：小野大輔            |
| 月   | 2017年11月6日 - 12月25日      | はじめようスマホ                                                                  | 池澤あやか（講師）、はいだしょうこ、国井雅比古／ナレーション：住友優子                      |
| 月   | 2018年1月8日 - 2月26日        | 福を呼ぶ! ニッポン神社めぐり                                                      | 平藤喜久子（講師）、山里亮太                                                                |
| 月   | 2018年3月5日 - 3月26日        | 茶の湯 藪内家 茶の湯五〇〇年の歴史を味わう                                        | 藪内紹智（講師）、丹沢研二／ナレーション：中川緑                                            |
| 火   | 2017年4月4日 - 5月30日        | 三都・門前ぐるめぐり                                                              | （週替わり）／ナレーション：葛城七穂                                                        |
| 火   | 2017年6月6日 - 7月25日        | スパイスでおいしくヘルシー もっとディープに! カレーの世界                         | 水野仁輔（講師）、鈴木浩介、乙葉、ラブリ／ナレーション：秀島史香                            |
| 火   | 2017年8月1日 - 9月19日        | 体が硬い人のための柔軟講座                                                        | 中野ジェームズ修一（講師）、塙宣之、LiLiCo、坂田梨香子                                      |
| 火   | 2017年10月3日 - 11月21日      | （2015年4 - 5月期「国宝に会いに行く 橋本麻里と旅する日本美術ガイド」アンコール）  | （2015年4 - 5月期「国宝に会いに行く 橋本麻里と旅する日本美術ガイド」アンコール）            |
| 火   | 2017年12月5日 - 2018年1月30日 | あなたもカラオケマスター                                                          | 鈴木康志、山崎育三郎、加藤いづみ（以上、講師）、磯野貴理子、永瀬匡                          |
| 火   | 2018年2月6日 - 3月27日        | （2017年2 - 3月期「明日使える! お弁当大百科」アンコール）                         | （2017年2 - 3月期「明日使える! お弁当大百科」アンコール）                                   |
| 水   | 2017年4月5日 - 5月24日        | （2016年4 - 5月期「きょうから発酵ライフ〜体の真ん中から健・幸・美〜」アンコール） | （2016年4 - 5月期「きょうから発酵ライフ〜体の真ん中から健・幸・美〜」アンコール）           |
| 水   | 2017年6月7日 - 7月26日        | わたしの夜時間                                                                    | 三橋美穂（講師）、虻川美穂子、大和田美帆、南沢奈央／ナレーション：はな                      |
| 水   | 2017年8月2日 - 9月27日        | プロの知恵で カラダ喜ぶベジらいふ                                                 | 本多京子（講師）、天野ひろゆき／ナレーション：安井絵里                                      |
| 水   | 2017年10月4日 - 11月29日      | 家で楽しむ 私のカフェスタイル                                                     | 石井佳苗、浅本充（以上、講師）、加藤紀子／ナレーション：松元真一郎                          |
| 水   | 2017年12月6日 - 2018年1月31日 | 簡単! 極上! ヘルシー! わたしにご褒美スープ                                        | きじまりゅうた、鵜飼真妃、友利新（以上、講師）、大久保佳代子、樋口日奈                      |
| 水   | 2018年2月7日 - 3月28日        | 幕末維新メシ                                                                      | 原口泉（講師）、柳原尚之、沢村一樹                                                          |

### 2018年度
| 曜日 | 放送期間                      | タイトル                                                                      | 主な出演者                                                                               |
| ---- | ----------------------------- | ----------------------------------------------------------------------------- | ---------------------------------------------------------------------------------------- |
| 月   | 2018年4月2日 - 5月28日        | （2017年4 - 5月期「体の中からキレイになる! 美筋ボディーメソッド」アンコール） | （2017年4 - 5月期「体の中からキレイになる! 美筋ボディーメソッド」アンコール）            |
| 月   | 2018年6月4日 - 7月30日        | 簡単! 便利! いまからスマホ                                                    | 池澤あやか（講師）、松崎しげる、島崎和歌子                                               |
| 月   | 2018年8月6日 - 8月27日        | 幸せのプリン                                                                  | ムラヨシマサユキ（講師）、小関裕太／ナレーション：横山歩                                 |
| 月   | 2018年9月3日 - 10月22日       | 茶の湯 表千家 清流無間断                                                      | 渡邊佐和子                                                                               |
| 月   | 2018年10月29日 - 11月26日     | （2018年8月期「幸せのプリン」総集編およびアンコール）                         | （2018年8月期「幸せのプリン」総集編およびアンコール）                                    |
| 月   | 2018年12月3日 - 2019年1月28日 | 不思議な猫世界 ニッポン 猫と人の文化史                                        | 山根明弘（講師）、佐々木瞳                                                               |
| 月   | 2019年2月4日 - 3月25日        | 暮らし彩るデコスタイル                                                        | ミスミノリコ、あきやともみ、蔭山はるみ（以上、講師）、りゅうちぇる／ナレーション：平岩紙 |
| 火   | 2018年4月3日 - 5月29日        | 私の好きな民藝                                                                | 鞍田崇（講師）、藤井フミヤ、知花くらら                                                   |
| 火   | 2018年6月5日 - 7月31日        | 続・体が硬い人のための柔軟講座                                                | 中野ジェームズ修一（講師）、藤井隆／ナレーション：大江戸よし々、目黒泉                   |
| 火   | 2018年8月7日 - 9月25日        | ぐっと身近に! アジアごはん                                                    | かまいたち                                                                               |
| 火   | 2018年10月2日 - 11月20日      | おひさまライフ                                                                | 濱田美里、水谷孝次（以上、講師）                                                         |
| 火   | 2018年12月4日 - 2019年1月29日 | （2016年12月 - 2017年1月期「幸せになる 暮らしの道具の使い方。」アンコール）   | （2016年12月 - 2017年1月期「幸せになる 暮らしの道具の使い方。」アンコール）              |
| 火   | 2019年2月5日 - 3月26日        | 人と暮らしと、台所                                                            | ナレーション：麻生久美子                                                                 |
| 水   | 2018年4月4日 - 5月23日        | カラダ喜ぶ 春ベジらいふ                                                       | 本多京子（講師）、天野ひろゆき／ナレーション：安井絵里                                   |
| 水   | 2018年6月6日 - 7月25日        | うまい! はやい! ヘルシー! 毎日さかな生活                                      | 上田勝彦、白澤卓二（以上、講師）、富永美樹                                               |
| 水   | 2018年8月1日 - 9月26日        | カラダが変わる! 自律神経セルフケア術                                          | 小林弘幸（講師）、キムラ緑子、福田彩乃／ナレーション：滑川和男                           |
| 水   | 2018年10月3日 - 11月28日      | 海・山・町を再発見! おとなの歩き旅 秋                                         | とよた真帆、羽場裕一、ユージ、加藤紀子／ナレーション：龍田直樹                           |
| 水   | 2018年12月5日 - 2019年1月30日 | 心も体もぽっかぽか 鍋の王国                                                   | 冬木れい（講師）、市川紗椰、武井壮                                                       |
| 水   | 2019年2月6日 - 3月27日        | （2018年4 - 5月期「私の好きな民藝」アンコール）                               | （2018年4 - 5月期「私の好きな民藝」アンコール）                                          |

### 2019年度
| 曜日 | 放送期間                      | タイトル                                                                                   | 主な出演者 |
| ---- | ----------------------------- | ------------------------------------------------------------------------------------------ | --- |
| 月   | 2019年4月1日 - 5月27日        | そろそろスマホ                                                                             | 池澤あやか（講師）、具志堅用高、石丸謙二郎                                                                         |
| 月   | 2019年6月3日 - 7月29日        | 楽しく防災! はじめてのキャンプ                                                             | 寒川一（講師）、津田篤宏、益若つばさ、横山歩                                                                       |
| 月   | 2019年8月5日 - 9月23日        | （2017年6 - 7月期「スパイスでおいしくヘルシー もっとディープに! カレーの世界」アンコール） | （2017年6 - 7月期「スパイスでおいしくヘルシー もっとディープに! カレーの世界」アンコール）                         |
| 月   | 2019年10月7日 - 11月25日      | 暮らしにいかす にっぽんの布                                                                | ナレーション：西田尚美                                                                                             |
| 月   | 2019年12月2日 - 2020年1月27日 | スロトレ＋(プラス)                                                                         | 比嘉一雄（講師）、松本明子、井戸田潤、大島麻衣／ナレーション：住友優子                                             |
| 月   | 2020年2月3日 - 3月23日        | 茶の湯 裏千家 "心を通わすお茶"                                                             | 山本宗知（講師）、小林千恵                                                                                         |
| 火   | 2019年4月2日 - 5月28日        | （2016年4 - 5月期「旅したい! おいしい浮世絵」アンコール）                                  | （2016年4 - 5月期「旅したい! おいしい浮世絵」アンコール）                                                          |
| 火   | 2019年6月4日 - 7月30日        | （2017年10 - 11月期「家で楽しむ 私のカフェスタイル」アンコール）                           | （2017年10 - 11月期「家で楽しむ 私のカフェスタイル」アンコール）                                                   |
| 火   | 2019年8月6日 - 9月24日        | 京都・江戸 魔界めぐり                                                                      | 佐々木高弘、飯倉義之（以上、講師）、金子貴俊、山崎怜奈、東貴博、加治まや／ナレーション：松元真一郎                 |
| 火   | 2019年10月1日 - 11月26日      | （2019年4 - 5月期「そろそろスマホ」アンコール）                                            | （2019年4 - 5月期「そろそろスマホ」アンコール）                                                                    |
| 火   | 2019年12月3日 - 2020年1月28日 | 幸せ運ぶ! ニッポン神社めぐり                                                               | 平藤喜久子（講師）、山里亮太、向井慧／ナレーション：稲塚貴一                                                       |
| 火   | 2020年2月4日 - 2020年3月24日  | 銭湯〜ボクが見つけた至福の空間                                                             | 泉澤祐希／ナレーション：石橋亜紗                                                                                   |
| 水   | 2019年4月3日 - 5月29日        | メリハリ美筋ボディー                                                                       | 広瀬統一、岡部友（以上、講師）、関根麻里、虻川美穂子、近藤くみこ、おのののか、佐野ひなこ／ナレーション：鈴木麻里子 |
| 水   | 2019年6月5日 - 7月31日        | もっと知りたい! つくりたい! パンのある幸せ                                                 | ひのようこ、遊佐晶子（以上、講師）、田村裕、馬場園梓、カン・ハンナ／ナレーション：橋本奈穂子                       |
| 水   | 2019年8月7日 - 9月25日        | （2018年8 - 9月期「カラダが変わる! 自律神経セルフケア術」アンコール）                      | （2018年8 - 9月期「カラダが変わる! 自律神経セルフケア術」アンコール）                                              |
| 水   | 2019年10月2日 - 11月20日      | 大使夫人のおもてなし                                                                       | 片野順子（講師）、蛯原友里／ナレーション：森田美由紀                                                               |
| 水   | 2019年12月4日 - 2020年1月29日 | 花と暮らす〜季節の花を日常に シンプルに生ける〜                                            | 平井かずみ（講師）、ブルゾンちえみ                                                                                 |
| 水   | 2020年2月5日 - 3月25日        | （2017年8 - 9月期「体が硬い人のための柔軟講座」アンコール）                                | （2017年8 - 9月期「体が硬い人のための柔軟講座」アンコール）                                                        |

### 2020年度
この年は新型コロナウイルスの感染拡大を受けた春先の緊急事態宣言による局の方針を受け、アンコール放送を上半期、新作を下半期に集中させる措置が採られた。4・5月期の新作「こんどこそスマホ」についても、前述の影響で生徒役の小野寺と山瀬は途中降板となり、残りの回は講師の岡嶋が一人で担当している。
| 曜日 | 放送期間                      | タイトル                                                                    | 主な出演者                                                                     |
| ---- | ----------------------------- | --------------------------------------------------------------------------- | ------------------------------------------------------------------------------ |
| 月   | 2020年3月31日 - 5月25日       | こんどこそスマホ                                                            | 岡嶋裕史（講師）、小野寺昭、山瀬まみ                                           |
| 月   | 2020年6月1日 - 7月27日        | （2019年6 - 7月期「もっと知りたい! つくりたい! パンのある幸せ」アンコール） | （2019年6 - 7月期「もっと知りたい! つくりたい! パンのある幸せ」アンコール）    |
| 月   | 2020年8月3日 - 8月24日        | 茶の湯 藪内家 織部も親しんだ茶の魅力                                        | 藪内紹智（講師）、原大策                                                       |
| 月   | 2020年9月7日 - 10月26日       | アイドルと巡る仏像の世界                                                    | 村松哲文（講師）、和田彩花                                                     |
| 月   | 2020年11月2日 - 12月28日      | ズボラ? かしこい? "スゴ楽"家事への道                                        | 赤星たみこ、若菜まりえ（以上、講師）、レッド吉田                               |
| 月   | 2021年1月4日 - 2月22日        | 広がれ! 餃子キングダム                                                      | パラダイス山元（講師）、伊藤かりん                                             |
| 月   | 2021年3月1日 - 3月22日        | 茶の湯 武者小路千家 春に楽しむ茶の湯の遊び                                  | 千宗守、芳野敬弥（以上、講師）、畠山衣美                                       |
| 火   | 2020年4月1日 - 5月26日        | みんなができる! 体幹バランス ブレない・ケガしない体へ                       | 木場克己（講師）、関根勤、ロッシー、安めぐみ、川口和空／ナレーション：秀島史香 |
| 火   | 2020年6月2日 - 7月28日        | （2019年4 - 5月期「メリハリ美筋ボディー」アンコール）                       | （2019年4 - 5月期「メリハリ美筋ボディー」アンコール）                          |
| 火   | 2020年8月4日 - 9月22日        | （2019年2 - 3月期「人と暮らしと、台所」アンコール）                         | （2019年2 - 3月期「人と暮らしと、台所」アンコール）                            |
| 火   | 2020年10月6日 - 11月24日      | こんな一冊に出会いたい 本の道しるべ                                         | 菊池亜希子、和氣正幸                                                           |
| 火   | 2020年12月1日 - 2021年1月26日 | DAN家具に囲まれて                                                           | 岡村剛一郎（講師）、満島真之介、石井聖岳／ナレーション：山崎和佳奈             |
| 火   | 2021年2月2日 - 3月23日        | シェフの休日〜おいしいごはんと暮らしのレシピ                                | ナレーション：向井理                                                           |
| 水   | 2020年4月8日 - 5月27日        | （2018年4 - 5月期「カラダ喜ぶ 春ベジらいふ」アンコール）                    | （2018年4 - 5月期「カラダ喜ぶ 春ベジらいふ」アンコール）                       |
| 水   | 2020年6月3日 - 7月29日        | （2019年6 - 7月期「楽しく防災! はじめてのキャンプ」アンコール）             | （2019年6 - 7月期「楽しく防災! はじめてのキャンプ」アンコール）                |
| 水   | 2020年8月5日 - 9月30日        | （2018年6 - 7月期「続・体が硬い人のための柔軟講座」アンコール）             | （2018年6 - 7月期「続・体が硬い人のための柔軟講座」アンコール）                |
| 水   | 2020年10月7日 - 11月25日      | カラダ喜ぶベジらいふ 秋冬コレクション                                       | 本多京子（講師）、天野ひろゆき、松井絵里奈／ナレーション：安井絵里             |
| 水   | 2020年12月2日 - 2021年1月27日 | ステイホームを心地よく…ぬくもりの北欧スタイル                               | 行正り香、田中麗奈／ナレーション：柿沼郭                                       |
| 水   | 2021年2月3日 - 3月24日        | 名画に学ぶ にっぽん筆ペンイラスト                                           | 村西恵津（講師）、本上まなみ、渡辺裕太                                         |

### 2021年度
| 曜日 | 放送期間                      | タイトル                                                                                | 主な出演者                                                                              |
| ---- | ----------------------------- | --------------------------------------------------------------------------------------- | --------------------------------------------------------------------------------------- |
| 月   | 2021年3月29日 - 5月24日       | 梨本家の快適! リモート生活術                                                            | 中山隆（講師）、室井滋、金子貴俊、中越典子、向井地美音／ナレーション：渡辺健太          |
| 月   | 2021年5月31日 - 7月19日       | （2020年10 - 11月期「こんな一冊に出会いたい 本の道しるべ」アンコール）                  | （2020年10 - 11月期「こんな一冊に出会いたい 本の道しるべ」アンコール）                  |
| 月   | 2021年8月9日 - 9月27日        | （2019年10 - 11月期「暮らしにいかす にっぽんの布」アンコール）                          | （2019年10 - 11月期「暮らしにいかす にっぽんの布」アンコール）                          |
| 月   | 2021年10月4日 - 11月29日      | アイドルと旅する仏像の世界                                                              | 村松哲文（講師）、和田彩花                                                              |
| 月   | 2021年12月6日 - 2022年1月24日 | 自分流にはじめよう! 日々、キモノ暮らし                                                  | 石田節子（講師）、藤森慎吾、足立梨花                                                    |
| 月   | 2022年1月31日 - 3月21日       | 茶の湯 表千家 掃径迎良友                                                                | 木村雅基（講師）、渡邊佐和子                                                            |
| 火   | 2021年3月30日 - 5月25日       | （2017年6月期「海・山・町を再発見! おとなの歩き旅」アンコール）                         | （2017年6月期「海・山・町を再発見! おとなの歩き旅」アンコール）                         |
| 火   | 2021年6月1日 - 7月20日        | いまこそスマホ                                                                          | 岡嶋裕史（講師）、八代亜紀、勝俣州和                                                    |
| 火   | 2021年8月10日 - 9月28日       | （2021年6 - 7月期「いまこそスマホ」アンコール）                                         | （2021年6 - 7月期「いまこそスマホ」アンコール）                                         |
| 火   | 2021年10月5日 - 11月30日      | 知って つくって 食べて おうちで幸せパン                                                 | ひのようこ（講師）、田村裕、横澤夏子／ナレーション：安部みちこ                          |
| 火   | 2021年12月7日 - 2022年1月25日 | （2020年12月 - 2021年1月期「ステイホームを心地よく…ぬくもりの北欧スタイル」アンコール） | （2020年12月 - 2021年1月期「ステイホームを心地よく…ぬくもりの北欧スタイル」アンコール） |
| 火   | 2022年2月1日 - 3月29日        | 古武術に学ぶ体の使い方。                                                                | 甲野善紀、林久仁則（以上、講師）、鈴木浩介、鈴木亜美／ナレーション：田原アルノ          |
| 水   | 2021年3月31日 - 5月26日       | 伝統と革新! すぐ使える お弁当大百科                                                     | 渡辺あきこ（講師）、林家三平                                                            |
| 水   | 2021年6月2日 - 7月21日        | （2020年4 - 5月期「みんなができる! 体幹バランス ブレない・ケガしない体へ」アンコール）  | （2020年4 - 5月期「みんなができる! 体幹バランス ブレない・ケガしない体へ」アンコール）  |
| 水   | 2021年8月11日 - 9月29日       | 人と暮らしと、台所〜夏                                                                  | ナレーション：麻生久美子                                                                |
| 水   | 2021年10月6日 - 11月24日      | 道草さんぽ                                                                              | 多田多恵子（講師）、佐久間一行                                                          |
| 水   | 2021年12月1日 - 2022年1月26日 | あの人の極上ハンバーグ                                                                  | 寺門ジモン、松村沙友理                                                                  |
| 水   | 2022年2月2日 - 3月23日        | （2021年4 - 5月期「伝統と革新! すぐ使える お弁当大百科」アンコール）                    | （2021年4 - 5月期「伝統と革新! すぐ使える お弁当大百科」アンコール）                    |

### 2022年度
| 曜日 | 放送期間                      | タイトル                                                                      | 主な出演者 |
| ---- | ----------------------------- | ----------------------------------------------------------------------------- | --- |
| 月   | 2022年4月4日 - 5月30日        | Mr.マリックの誰でもマジック                                                   | Mr.マリック（講師）、望月理恵、レッド吉田、林瑠奈／ナレーション：鈴木省吾                                         |
| 月   | 2022年6月6日 - 7月25日        | 空手の形で気分爽快!                                                           | 諸岡奈央、清水希容（以上、講師）、横澤夏子、白洲迅／ナレーション：若本規夫                                        |
| 月   | 2022年8月1日 - 9月19日        | ドクターのこだわり健康ライフ                                                  | ナレーション：平野文                                                                                              |
| 月   | 2022年10月3日 - 11月28日      | （2021年2 - 3月期「シェフの休日〜おいしいごはんと暮らしのレシピ」アンコール） | （2021年2 - 3月期「シェフの休日〜おいしいごはんと暮らしのレシピ」アンコール）                                     |
| 月   | 2022年12月5日 - 2023年1月30日 | 茶の湯 裏千家 一陽来復                                                        | 山本宗知、伊住禮次朗（以上、講師）、佐竹祐人／ナレーション：岩槻里子                                              |
| 月   | 2023年2月6日 - 3月27日        | 人と暮らしと、台所〜冬から春                                                  | ナレーション：麻生久美子                                                                                          |
| 火   | 2022年4月5日 - 5月24日        | （2020年9 - 10月期「アイドルと巡る仏像の世界」アンコール）                    | （2020年9 - 10月期「アイドルと巡る仏像の世界」アンコール）                                                        |
| 火   | 2022年5月31日 - 7月26日       | （2021年10 - 11月期「アイドルと旅する仏像の世界」アンコール）                 | （2021年10 - 11月期「アイドルと旅する仏像の世界」アンコール）                                                     |
| 火   | 2022年8月2日 - 9月27日        | 浮世絵で体感! リアルな江戸LIFE                                                | 藤澤紫（講師）、林家たい平、貫地谷しほり、杉浦友紀／ナレーション：小田切千                                        |
| 火   | 2022年10月4日 - 11月22日      | 最短マスター! 日本のボードゲーム囲碁将棋                                      | 鶴山淳志、都成竜馬（以上、講師）、AKB48(小田えりな、髙橋彩音、齋藤陽菜)、アンジュルム(川村文乃、川名凛、平山遊季) |
| 火   | 2022年12月6日 - 2023年1月31日 | 読書の森へ 本の道しるべ                                                       | ナレーション：菊池亜希子                                                                                          |
| 火   | 2023年2月7日 - 3月28日        | （2022年2 - 3月期「古武術に学ぶ体の使い方。」アンコール）                     | （2022年2 - 3月期「古武術に学ぶ体の使い方。」アンコール）                                                         |
| 水   | 2022年4月6日 - 5月25日        | （2021年4 - 5月期「伝統と革新! すぐ使える お弁当大百科」アンコール）          | （2021年4 - 5月期「伝統と革新! すぐ使える お弁当大百科」アンコール）                                              |
| 水   | 2022年6月1日 - 7月27日        | 使えてますか? スマホ                                                          | 岡嶋裕史（講師）、田山涼成、友近                                                                                  |
| 水   | 2022年8月3日 - 9月28日        | （2022年6 - 7月期「使えてますか? スマホ」アンコール）                         | （2022年6 - 7月期「使えてますか? スマホ」アンコール）                                                             |
| 水   | 2022年10月5日 - 11月30日      | 刀剣Lovers入門                                                                | ポール・マーティン（講師）、七海ひろき                                                                            |
| 水   | 2022年12月7日 - 2023年1月25日 | 奥深き切り絵の世界                                                            | 蒼山日菜、切り剣Masayo（以上、講師）、土屋伸之、山之内すず                                                        |
| 水   | 2023年2月1日 - 2月22日        | 今たのしむ! 昭和レトロポップス                                                | 西山宏明、今井マサキ、安倉さやか（以上、講師）、那須泰斗、小泉遥香、坂井仁香                                      |
| 水   | 2023年3月1日 - 3月22日        | 今日から楽しむ"金育"                                                          | 塚本俊太郎（講師）、松本明子、吉村崇、本田望結／ナレーション：春山誉賜弥                                          |

### 2023年度
| 曜日 | 放送期間                      | タイトル                                                          | 主な出演者                                                                                 |
| ---- | ----------------------------- | ----------------------------------------------------------------- | ------------------------------------------------------------------------------------------ |
| 月   | 2023年4月3日 - 5月29日        | 駆け引き力アップ! トランプゲーム                                  | 高橋浩徳（講師）、GENIC、見栄晴、渡辺美奈代、松島みのん／ナレーション：西脇保              |
| 月   | 2023年6月5日 - 7月24日        | （2021年1 - 2月期「広がれ! 餃子キングダム」アンコール）           | （2021年1 - 2月期「広がれ! 餃子キングダム」アンコール）                                    |
| 月   | 2023年8月7日 - 9月25日        | 関東会いに行きたい仏さま                                          | 村松哲文（講師）、和田彩花                                                                 |
| 月   | 2023年10月2日 - 11月20日      | （2021年10 - 11月期「道草さんぽ」アンコール）                     | （2021年10 - 11月期「道草さんぽ」アンコール）                                              |
| 月   | 2023年12月4日 - 12月25日      | （2023年3月期「今日から楽しむ"金育"」アンコール）                 | （2023年3月期「今日から楽しむ"金育"」アンコール）                                          |
| 月   | 2024年1月8日 - 1月29日        | 今日から楽しむ"金育" 新NISA編                                     | 塚本俊太郎（講師）、吉村崇、ノッチ、藤本美貴／ナレーション：春山誉賜弥                     |
| 月   | 2024年2月5日 - 3月25日        | （2022年12月 - 2023年1月期「読書の森へ 本の道しるべ」アンコール） | （2022年12月 - 2023年1月期「読書の森へ 本の道しるべ」アンコール）                          |
| 火   | 2023年4月4日 - 5月30日        | たちまちスマホの達人                                              | 岡嶋裕史（講師）、野添義弘、城之内早苗                                                     |
| 火   | 2023年6月6日 - 8月1日         | （2023年4 - 5月期「たちまちスマホの達人」アンコール）             | （2023年4 - 5月期「たちまちスマホの達人」アンコール）                                      |
| 火   | 2023年8月8日 - 9月26日        | （2021年8 - 9月期「人と暮らしと、台所〜夏」アンコール）           | （2021年8 - 9月期「人と暮らしと、台所〜夏」アンコール）                                    |
| 火   | 2023年10月3日 - 11月28日      | ニッポンのうまい米                                                | 西島豊造（講師）、川瀬良子                                                                 |
| 火   | 2023年12月5日 - 12月26日      | そばを極める誰でも簡単そば打ち・そば料理                          | 長尾喜司男（講師）、矢作兼、本田仁美                                                       |
| 火   | 2024年1月9日 - 2月27日        | 人と暮らしと、台所〜冬                                            | ナレーション：麻生久美子                                                                   |
| 火   | 2024年3月5日 - 3月26日        | 茶の湯 藪内家 薄茶の味わい                                        | 藪内紹智、姫野泰子（以上、講師）、森田洋平／ナレーション：岩槻里子                         |
| 水   | 2023年4月5日 - 5月31日        | 道草さんぽ・春                                                    | 多田多恵子（講師）、佐久間一行                                                             |
| 水   | 2023年6月7日 - 7月26日        | 染めものがたり                                                    | 声の出演：種﨑敦美、朴璐美／ナレーション：瀬田宙大                                         |
| 水   | 2023年8月1日 - 8月23日        | 歌って味わう! 昭和レトロポップス                                  | 西山宏明、今井マサキ、安倉さやか（以上、講師）、鎮西寿々歌、仲川瑠夏、藤牧京介             |
| 水   | 2023年8月30日 - 9月20日       | 体ととのうおうち薬膳                                              | 木村容子、山田奈美（以上、講師）、さとう珠緒、田中涼星、荒牧慶彦／ナレーション：津野まさい |
| 水   | 2023年10月4日 - 11月29日      | 刀剣Lovers探究                                                    | ポール・マーティン（講師）、七海ひろき                                                     |
| 水   | 2023年12月6日 - 2024年1月31日 | 心おどる紙ライフ                                                  | 山田ルイ53世、井田香菜子                                                                   |
| 水   | 2024年2月7日 - 2024年3月27日  | 源氏物語の女君たち                                                | 藤井由紀子（講師）、矢作兼／ナレーション：神田蘭                                           |

### 2024年度
| 曜日 | 放送期間                      | タイトル                                                      | 主な出演者                                                                         |
| ---- | ----------------------------- | ------------------------------------------------------------- | ---------------------------------------------------------------------------------- |
| 月   | 2024年4月1日 - 5月27日        | 美姿勢&美筋! 憧れボディーエクササイズ                         | 金子静華、狩野友里（以上、講師）、やしろ優、北原里英、別府由来                     |
| 月   | 2024年6月3日 - 7月22日        | （2023年8 - 9月期「関東会いに行きたい仏さま」アンコール）     | （2023年8 - 9月期「関東会いに行きたい仏さま」アンコール）                          |
| 月   | 2024年8月12日 - 9月2日        | （2024年1月期「今日から楽しむ"金育" 新NISA編」アンコール）    | （2024年1月期「今日から楽しむ"金育" 新NISA編」アンコール）                         |
| 月   | 2024年9月9日 - 9月30日        | （2023年8月期「体ととのうおうち薬膳」アンコール）             | （2023年8月期「体ととのうおうち薬膳」アンコール）                                  |
| 月   | 2024年10月7日 - 11月25日      | 歩く歩くまんぽ旅 街の魅力を再発見                             | 知花くらら、松陰寺太勇、田村裕、井澤巧麻、はいだしょうこ／ナレーション：広津佑希子 |
| 月   | 2024年12月2日 - 2025年1月27日 | 開運! 神秘のちから 縁起物                                     | 島村恭則（講師）、イモトアヤコ                                                     |
| 月   | 2025年2月3日 - 3月24日        | こっそり スマホの達人                                         | 岡嶋裕史（講師）、伊吹吾郎、松本明子／ナレーション：南雲大輔                       |
| 火   | 2024年4月2日 - 5月28日        | （2023年4 - 5月期「道草さんぽ・春」アンコール）               | （2023年4 - 5月期「道草さんぽ・春」アンコール）                                    |
| 火   | 2024年6月4日 - 7月23日        | シェフの休日 しあわせごはん                                   | ナレーション：向井理                                                               |
| 火   | 2024年8月13日 - 10月1日       | （2024年2 - 3月期「源氏物語の女君たち」アンコール）           | （2024年2 - 3月期「源氏物語の女君たち」アンコール）                                |
| 火   | 2024年10月8日 - 11月26日      | 春風亭一之輔の江戸落語入門                                    | 春風亭一之輔（講師）、中山美香／ナレーション：蝶花楼桃花                           |
| 火   | 2024年12月3日 - 12月24日      | 茶の湯 武者小路千家 炉中に広がる世界                          | 芳野敬弥（講師）、菊田一樹                                                         |
| 火   | 2025年1月7日 - 2月25日        | （2023年2 - 3月期「人と暮らしと、台所〜冬から春」アンコール） | （2023年2 - 3月期「人と暮らしと、台所〜冬から春」アンコール）                      |
| 火   | 2025年3月4日 - 3月25日        | 料理人の愛する器                                              | ナレーション：渡辺満里奈                                                           |